# Бохуњовице (Оломоуц)
Бохуњовице (чеш. Bohuňovice) је насељено мјесто са административним статусом сеоске општине (чеш. obec) у округу Оломоуц, у Оломоуцком крају, Чешка Република.

## Становништво
Према подацима о броју становника из 2014. године насеље је имало 2.534 становника.